# Cal Roig (Bellvei)
Cal Roig és una casa de tres pisos i gran llargada, restaurada i emblanquinada al municipi de Bellvei (Baix Penedès) inclosa en l'Inventari del Patrimoni Arquitectònic de Catalunya.
Els baixos tenen una porta d'arc de mig punt dovellat i una finestra quadrada i dues aparellades amb reixat i forma rectangular. El primer pis consta d'un balcó amb llinda i barana de ferro forjat, a la dreta hi ha dues finestres aparellades d'arc trilobat. A les golfes es troben unes petites finestres rectangulars col·locades horitzontalment. A la façana es pot veure la data de 1796. La casa ha estat restaurada. En una fotografia es pot veure que l'any 1920 l'edifici era més alt. Tenia també tres pisos però les golfes actuals eren un tercer pis, en el qual hi havia una sèrie de balcons. El segon pis també presentava obertures diferents, ja que totes eren balcons. També hi ha la torre de Bellvei, més baixa i més enderrocada.